# Orazio Samacchini
Orazio Samacchini (10. prosince 1532 Bologna - 12. června 1577 tamtéž) byl italský manýristický malíř, aktivní v Bologni, Římě a Parmě.
Roku 1563 odcestoval do Říma, kde spolupracoval na výzdobě Belvederu Apoštolského paláce a Sala Regia Pia IV., spolu se Zuccarim a jeho bratrem. Po návratu do Bologni jej ovlivnilo dílo Pellegrina. Sammacchini pracoval na malbách v Palazzo Vitelli a Sant'Egidio, Città di Castello, San Giacomo Maggiore, Corpus Domini, a Santa Maria Maggiore (Santa Maria della Vita?) v Boloni. V Cremoně namaloval fresku Cnosti, proroci a andělé pro kostel Sant'Abbondio.